# Rostkronad sparv
Rostkronad sparv (Aimophila ruficeps) är en fågel i familjen amerikanska sparvar inom ordningen tättingar.

## Utseende

Schematisk bild över artens dräktkaraktärer.

Rostkronad sparv är en ganska liten tätting. Den har brun ovansida som är streckad i grått och undersidan är grå. Hjässan är rostbrun, ögonbrynsstreck ljust grå och örontäckare brun- och gråvattrade. Den har ett brunt eller rostfärgat ögonstreck och svart strupsidstreck. Näbben är mörkgrå och tarsen brungrå.

## Utbredning och systematik
Denna tätting påträffas framförallt i det inre av Mexiko och i sydvästra USA. Utbredningsområdet är fragmenterat i ett stort antal populationer som är isolerade från varandra. Det råder oenighet i vilka underarter rostkronad sparv bör delas in i. Tongivande eBird/Clements urskiljer tolv underarter med följande utbredning men upp till 18 har föreslagits:  
- A. r. ruficeps – kustområden i centrala Kalifornien och Sierra Nevadas västsluttning
- A. r. canescens – sydvästra Kalifornien och nordöstra Baja California, i öster till foten av San Pedro Martir
- A. r. obscura – Channelöarna Santa Cruz, Anacapa och Catalina
- A. r. sanctorum – öarna Todos Santos utanför nordvästra Baja California
- A. r. sororia – bergen Sierra de la Laguna i södra Baja California
- A. r. scottii – norra Arizona till New Mexico, nordöstra Sonora och nordvästra Coahuila
- A. r. rupicola – bergstrakter i sydvästra Arizona
- A. r. simulans – nordvästra Mexiko, från sydöstra Sonora och sydvästra Chihuahua till Nayarit och norra Jalisco
- A. r. eremoeca – sydöstra Colorado till New Mexico, Texas, norra Chihuahua och centrala Coahuila
- A. r. fusca – västra Mexiko, från södra Nayarit till sydväst Jalisco, norra Colima och Michoacán
- A. r. boucardi – östra Mexiko, från södra Coahuila till San Luis Potosí, norra Puebla och södra Oaxaca
- A. r. australis – södra Mexiko, från Guerrero till södra Puebla och Oaxaca

International Ornithological Congress (IOC) erkänner istället följande 17:
- A. r. ruficeps – centrala Kalifornien
- A. r. canescens – sydvästra Kalifornien och nordöstra Baja California
- A. r. obscura – öar utanför sydvästra Kalifornien
- A. r. sanctorum – öarna Todos Santos utanför nordvästra Baja California
- A. r. sororia – södra Baja California
- A. r. scottii – norra, östra och sydvästra Arizona, sydvästra New Mexico och nordvästra Mexiko
- A. r. eremoeca – Colorado till Kansas och söderut till nordcentrala Mexiko
- A. r. simulans – nordvästra Mexiko till västra Mexiko
- A. r. pallidissima – nordöstra Mexiko
- A. r. phillipsi – sydöstra Sinaloa i västcentrala Mexiko
- A. r. boucardi – centrala Mexiko, från södra San Luis Potosí till Guanajuato och Querétaro till södra Michoacán, Hidalgo, Tlaxcala, nordvästra och centrala Veracruz samt norra Puebla
- A. r. suttoni – västra Mexiko, från östra Nayarit till norra och västra Jalisco och södra Colima
- A. r. laybournae – sydcentrala Mexiko, från Veracruz till Oaxaca
- A. r. duponti – sydcentrala Mexiko, kring Mexiko City
- A. r. fusca – sydvästra Mexiko, från östra Jalisco till norra Colima och norra Michoacán
- A. r. australis – sydcentrala Mexiko i centrala Oaxaca
- A. r. extima – sydvästra Mexiko, från Guerrero och södra Puebla genom södra Oaxaca

### Familjetillhörighet
Tidigare fördes de amerikanska sparvarna till familjen fältsparvar (Emberizidae) som omfattar liknande arter i Eurasien och Afrika. Flera genetiska studier visar dock att de utgör en distinkt grupp som sannolikt står närmare skogssångare (Parulidae), trupialer (Icteridae) och flera artfattiga familjer endemiska för Karibien.

## Ekologi

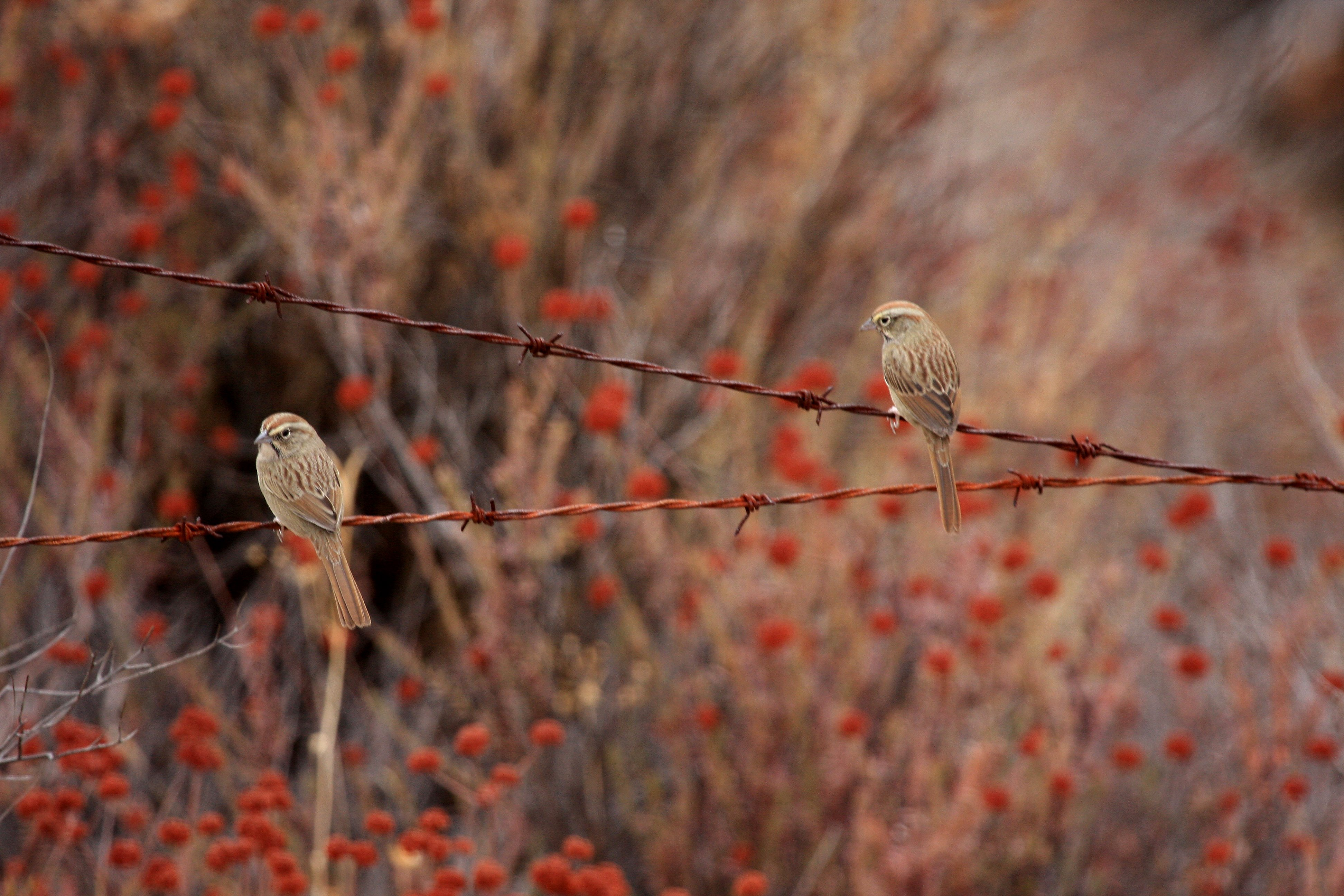

Rostkronad sparv äter huvudsakligen frön på vintern och insekter under vår och sommar. Hanarna revirhävdar med fågelsång och uppvisningar. Den flyger ganska osmidigt och föredrar att förflytta sig hoppande på marken. De är monogama och häckar under våren. Den lägger två till fem ägg i ett bo som är skålformat och väl dolt. Adulta sparvar utgör byte för tamkatter och mindre rovfåglar medan ungarna kan tas av diverse däggdjur och kräldjur. Fågeln kan uppnå en ålder av 3 år.

## Hot och status
IUCN kategoriserar arten som livskraftig, men flera av underarterna hotas av att den natur de lever i förändras kraftigt och möjligen är en underart redan utdöd.